# SFドラマ 猿の軍団
『SFドラマ 猿の軍団』（エスエフドラマ さるのぐんだん）は、1974年10月6日から1975年3月30日までTBS系で毎週日曜日19:30 - 20:00に全26話が放送された、円谷プロダクション製作のSF特撮テレビ番組。

## 概要
映画『猿の惑星』のテレビ放映が37.1%の高視聴率を得たことに端を発した企画で、「猿に支配された世界に迷い込んだ人間の逃避行」という同映画の内容を踏襲した作品である。また、『日本沈没』『ノストラダムスの大予言』など、「滅亡」「破滅」をモチーフにした書籍や映像作品がヒットしていた「終末ブーム」の影響もあり、「人類滅亡」をストレートに描いた作品でもあった。
円谷プロダクション作品としては初めて原作者を起用しており、SF作家の小松左京、豊田有恒、田中光二の3人を招き、ストーリー構築や科学考証に力を入れて、当時特撮ドラマの主流であったヒーロードラマとは一線を画したハードな内容を目指した。この時期の特撮作品としては珍しく、連続ドラマ形式となっているのも特徴である。
この時期、TBSはSFドラマに力を入れており、20時から20時55分に同じ小松原作のSFサスペンス『日本沈没』が放送されていたので、日曜日は小松作品が90分間2本連続で放送されていた。しかし関東・関西・中京の各広域圏や北海道・福岡県などの民放4局以上の地域では裏番組に『宇宙戦艦ヤマト』（読売テレビ制作・日本テレビ）と『アルプスの少女ハイジ』（フジテレビ）があり、特に『ヤマト』とはSFファンの間で人気を二分しており、視聴率で苦戦した。当番組終了の2日前には、同じ円谷プロ&TBS作品『ウルトラマンレオ』が終了し、第2期ウルトラシリーズが終結を迎えたことで、1976年10月1日に『恐竜探険隊ボーンフリー』（NET系）が放送されるまで、円谷プロ製作の特撮作品は1本もなくなってしまう。

## 制作

### 企画経緯
本作品の発端は、TBSプロデューサーの橋本洋二が円谷プロダクションの満田かずほに次の企画を訊ね、満田が咄嗟に『猿の軍団』と答えたことに始まる。企画当時の円谷プロダクションは子供番組の多様化などによりウルトラシリーズが伸び悩み、新たな方向性を模索している時期でもあった。本作品の成立には、クレジットはされていないが橋本が実質的な舵取りを行っていたとされる。
原作者の一人である小松左京も橋本が声をかけ、小松が共同原作者として豊田有恒と田中光二を引き入れた。小松は生前の円谷英二との対談の中で、円谷に原作を提供することを約束していた。豊田は当時『宇宙戦艦ヤマト』にも原案として参加しており、本作と『ヤマト』の放送時間が重なることが決まったことで『ヤマト』プロデューサーの西崎義展から本作の降板を要請されたが、豊田は小松らへの義理立てからこれを断り、『ヤマト』ではSF考証という立場に退くこととなった。
小松の定宿としていた赤坂のホテルで主要スタッフによるプロット会議が月2回の頻度で行われていた。『猿の惑星』を意識した作品であるため、TBSの弁護士の提案による訴訟対策として、本作品がオリジナル企画であることを示すためにこの会議の模様はすべて録音されていた。
1974年10月1日、20世紀フォックスは『猿の惑星』の著作権侵害として東京地方裁判所に本作品の放送を中止する仮処分の申請を行うが、完成した作品を第9話まで視聴した結果、著作権侵害には当たらないとしてTBSに謝罪した。

### ストーリー・SF考証
小松は『猿の惑星』について、映画は高く評価していたが、原作では猿が日本人のカリカチュアライズであったことに不満を抱いていた。本作品ではそういった部分を含む同作の不十分な点を是正し、しっかりとしたSF考証を行うことを目指した。
例として、『猿の惑星』ではチンパンジーが穏和、ゴリラが攻撃的と描かれていたのに対し、本作品では現実に攻撃性の強いチンパンジーをタカ派、穏和なゴリラをハト派に設定するなど、猿に対する動物学的な視点が正確に考察された。猿の軍団による管理社会も、猿の階級社会を発展させたものである。また第9話のエピソードは、他の群れの子供をさらって育てるというヒヒの生態が基になっている。なお、劇中の猿の側での人間への呼称「裸の猿」は、イギリスの動物学者デズモンド・モリスの著書「裸のサル」に由来している。
他にも冒頭のコールドスリープについて、最終話で単なる人工冬眠ではなかったことが解説されている。劇中の謎として描かれた空飛ぶ円盤と「ユーコム」の存在は、終盤で人類滅亡の真相が明らかになる上での伏線になっており、半年間のドラマを一貫性のあるものにした。原作者陣はこうした難解なSF設定について、子供番組という意識は持ちつつも手加減はせず、誰にでもわかるようにしようという姿勢であった。
また、作劇的にも猿人一人一人に人間的な性格を設定し、「猿の国の政治抗争」や「人間と猿との友情」など仮面劇としてのドラマ性が強化された。猿のキャラクター付けは脚本家陣の役割となっており、脚本の田口はビップ大臣について、政治批判の意図はなかったが理想の指導者を描きたかったと述べている。
一般の猿の生活は、日本の農村を模したものとなっている。これは当時の日本ではまだ身近な存在であった農村を舞台とすることで現実味を出す狙いがあったが、一方で猿の文化の設定を省略したり、美術予算を節約するという意図もあった。

### 造形・メイク
当時は特殊メイクが職種として確立されていなかったため、猿のメーキャップには時代劇の床山である田宮宏祐が起用された。また、猿のマスクの造形は、ピープロ作品での参加が多いゼン工芸が担当した。放送前の報道では猿のマスクは約50体用意され、1体の製作費は約5万円と報じている。
主役級の猿は、俳優がマスクを被った後に皮膚とマスクの間を違和感がなくなるようラバー素材でつないでいる。エキストラの猿はつなぎのメイクは施されず、目元を黒塗りにすることで違和感を抑えている。メーク担当の田宮宏祐は当時の記事の中で、「目とマスクの境界線を隠すのが難しく、造形側と打ち合わせが十分でなかったためやりにくい」と述べている。エキストラの猿は演者の顔から型をとって、フォームラバーの発泡ゴムで作られた。毛は人毛が用いられ、時代劇のカツラと同様の手法で人毛をボンドで貼り付けている。
ゲバー役の畠山麦が、クランクイン前にマスクを被って走るテストを行っていた最中に倒れて救急車で運ばれるという事故があった。ビップ大臣役の大前均はクランクインが夏であったため、暑さのため顔中汗疹だらけになってしまい、「被っても1時間でダメになってしまう」と述べている。

### 特撮
本作品の特撮は本編班と特撮班には分けず、特撮シーンは特撮監督の佐川和夫が本編班を指揮する形で一班体制がとられた。
第1話での地震のシーンでは、数日かけて同じシーンを何度も撮るなど力が入れられていたが、そうしたこだわりの結果、3話までに1クール分の特撮予算を使い切ってしまっている。

## ストーリー
低温生化学研究所に勤める科学者・泉和子と、見学に来ていた榊次郎、ユリカの3人は、突然起きた地震によりコールドスリープ装置に閉じ込められ、冬眠状態のまま未来へと送られてしまう。そこは猿に支配された地球だった。人間を保護するか絶滅させるかの意見対立を発端として、ゴリラとチンパンジー、そしてそれぞれの側に就いた猿たちの内乱が起きる中、生き残りの青年ゴードを加えた4人の人間は、人類滅亡の謎を追って猿の国を旅していく。

## 登場キャラクター

### 主人公一行
ゴード
第2話から登場。緑山で生きていた人間の若者。身体能力が高く格闘戦に優れている。両親を始め多くの仲間を殺した猿を憎んでいるが、その一方で危機に陥った猿を助けようとする優しさも持ち合わせている。和子たちとの旅を通じて、猿への憎悪を捨て共存することを考え始める。
最終話で、過去から来た和子ら3人を除くと自分が最後の人間だと知った絶望と、人類滅亡の原因であるユーコムへの憎悪と不信から、コールドスリープ装置へ入ることを拒絶したため、心理兵器で精神をコントロールされてコールドスリープ装置に入り、異なる時間の世界に送られた。
- 企画書では名前は「ゴド」であった。

泉和子
低温生科学研究所の科学者。22歳。科学知識を活かして冷静に行動し、旅の中で一同のリーダーシップを取るが、ゴードの前では人間世界に戻れない悲しみを吐露する。ビップ大臣をはじめとする猿人たちにも人間同様に接する。
ユリカ
次郎の友達。15歳。
優しい性格で、7話で知り合った猿人歌手リードの曲に歌を付け、ドラマの随所で披露している（挿入歌『何処かで愛が』）。
苗字は設定されていない。
榊次郎
榊博士の甥。12歳。
ペペ
シロテテナガザルの子供。10歳。ゴードと次郎の脱獄を手伝ったことから共に旅をするようになる。第2話から登場。
- 当初はオランウータンの予定であった。

### 猿の軍団
ゲバー署長
チンパンジー。猿の国の警察署長。手製銃・GB（ゲバ）38を携帯する。何者かに妻子を皆殺しにされ、この犯人を裸の猿（＝人間）だと思い込み激しく憎む。とりわけ死んだ妻子の傍にいたゴードを仇と見なしてつけ狙う（真犯人は後日明かされる）。ビップ治安大臣によって一度は罷免されるが、その性格を利用しようとするルザーの陰謀で復職し、和子やゴードたちを追跡する。
しかし、自分の行動を妨げるユーコム円盤への血を吐くような抗議によって見せられた過去の映像により、妻子の件が誤解で、自分自身が知らずに息子を撃ち殺していたことを知らされて絶望する。ビップに説得されて生きながらえ、ゴードに詫びながらどこかへと立ち去る。
弟のガーバがいる。
ビップ治安大臣
ゴリラ。48歳。肩書きは中央政府の治安大臣だが、実質的な指導者である。猿と人間は対立せず共存すべきという考えを持っており、ルザーとは対立している。滅びかかった人間を守ろうとゴードにも対話を呼びかけ、和子たちを何かと助けようとする。チンパンジーたちの反乱で、負傷の治療を名目に一度は白岩岬の病院に軟禁される。自身の率いる特別部隊やゴードたちの活躍、民衆の支持によって復権するが、争いを避けるためルザーに政権を平和裏に委譲して隠棲する。
サボ副官
ビップに仕える副官。ゴリラ。
つねにビップを支えていたが、最後はチンパンジーのクーデターで軍に襲撃され銃殺されてしまう。
ルザー長官
チンパンジー。中央政府の長官。ビップとは何かと対立する野心家。和子たち人間が現れたのを機に、政権を手中に収めようと陰謀を画策、チンパンジーたちを率いてクーデター「パンジー作戦」を決行する。
ビップを軟禁し、他の政府要人も次々と暗殺するなど、一旦は政権を手にしかけるが、ビップの復権を求める民衆たちの、命懸けの抗議を前に、士気を失った部下たちが相次いで離反したため、計画は失敗に終わる。ビップの説得で政権にはとどまるも、完全に自分の負けを認めて改悛し、裸の猿（＝人間）への攻撃を中止させる。
ゴビー長官
地方長官。オランウータン。

### 未来の人類関連
パネルの老人
18話のみ登場。科学者。2990年、産児制限により出生率が0になり、労働力として使っていた猿が反乱を起こし人間が苦戦していることや、ユーコムが人間に味方しなくなったことを苦悩と共に機密資料保存所にあったパネルに吹き込んで子孫に残していた。これによってゴードたちは人類の滅亡がユーコム＝地球管理コンピュータによるものだと推測する。
ユーコム
監視メカニック。全長43メートル、重量4.5トン。正式名称はユニバーサル・エコシステム・コントロール・コンピューター（Universal Ecosystem Control Computer、省略形UECCOM）。地球環境を最適な状態にすることを目的として、2530年に開発されたが、地球を最適な状態にするためには、いつまでも争いを止めない人類を不要な存在と判断、産児制限による人口減少と労働力として使っていた猿に反乱を起こさせることで人類を滅亡に追いやった。
猿の国でも、各地に無人円盤を飛ばし、災害復旧や救助などに当たっていたため、猿たちからは守り神ととらえられていた。
猿の国の政変に当たっては、円盤から声を発して争いをやめるよう警告を発している。
25話では、猿と人間との共存は不可能との判断を下し、ゴードたち4人に他惑星への移住かコールドスリープカプセルによる未来への移住かの選択を迫る。
チップ
人類が海岸ステータスに留守番として造ったロボット。全長169センチメートル、重量203キロ。人間の命令しか聞かないように作られているため、猿たちとの戦いに打って出た人間たちの最後の命令である留守番の役目を守り、そのまま主人の人間たちを待ち続けていた。胴体からスパゲッティを作り出す機能を持つ。猿たちから「鉄の猿」と呼ばれる。ゴードたちを逃がすためにゲバー率いる軍団と戦い、破壊されてしまう。同型の「ポップ」もいる。

### 現代の人間
榊 澄子
1話と26話に登場。次郎の母。生還した次郎たちの未来での体験談を、半信半疑ながらも受け入れ、科学の進歩に疑問を呈する。
榊 良太郎
1話と26話に登場。榊教授の弟で、次郎の父。
榊教授
第1話のみ登場。低温生科学研究所所長。26話には登場せず、入院中と語られている。
高木博士
26話のみ登場。榊教授に代わって和子たちの救出活動に当たっていた。コールドスリープカプセルの温度計とタイムゲージを元に、和子たちが時間転移を行っていた事実を証明する。

## スタッフ
- 原作：小松左京、豊田有恒、田中光二
- プロデューサー：高橋亦一（円谷プロダクション）、忠隈昌（TBS）
- 音楽：津島利章
- 撮影：森喜弘
- 照明：比留川大助
- 美術：大橋豊一
- 助監督：蓑輪雅夫
- 編集：小林煕昌
- ミキサー：建部日出夫
- 録音：日活録音部
- 効果：日活効果
- 光学：宮重道久
- 合成作画：古山章
- 合成：デン・フィルム・エフェクト
- 現像：P．C．L．
- 特殊技術[注釈 7]：佐川和夫
- 制作：円谷プロダクション、TBS

## 主題歌・挿入歌
※発売元：東京レコード（後のディスコメイトレコード）、販売元：ビクター音楽産業（現在のビクターエンタテインメント）
- 主題歌：「猿の軍団」
  - 作詞：たかたかし / 作・編曲：津島利章 / 歌：子門真人（コーラス・杉並児童合唱団）[注釈 1]
- 挿入歌：「何処かで愛が」
  - 作詞：阿部基治 / 作・編曲：津島利章 / 歌：藤田とし子（レコード用音源）、斉藤浩子（劇中使用音源）

## キャスト
※参考文献：円谷プロ画報 2013, pp. 178 - 189、232 - 233
括弧内は登場話数。
- ゴード、モンキーセンタ飼育係[注釈 8] - 潮哲也（2-）
- 泉和子 - 徳永れい子
- ユリカ - 斉藤浩子
- 榊次郎 - 梶正昭
- ゲバー署長 - 畠山麦
- ビップ治安大臣 - 大前均

### ゲスト
- 榊澄子 - 小林千登勢（1,26）
- 榊良太郎 - 天田俊明（1,26）
- 榊教授 - 高橋昌也（1）
- 科学者 - 村上冬樹（18）
- ザロウ - 五木繁則（19）
- 高木博士 - 仲谷昇（26）

### 声の出演
レギュラー
- サボ副官 - 渡部猛
- ルザー政府長官 - 北川国彦→加藤修（19 - ）
- ぺぺ - 菊地紘子[注釈 9]
- ゴビー長官 - 八奈見乗児
- ナレーター - 山田俊司

ゲスト
- 看守（ヒヒンガ） - 緒方賢一[注釈 10]（1,2）
- 中央戦闘隊長 - 山田俊司[注釈 10]（3）
- サバト - 槐柳二（3,24）
- 小隊長 - 緒方賢一[注釈 11]（3）
- 車掌 - 矢田耕司（4,5）
- ガーバ - 矢田耕司（5,16,17,24）
- ソルジー - 山田俊司[注釈 10]（5）
- ガム - 八奈見乗児[注釈 12]（6）
- ロム - 井上和彦（6）
- ゲラン - 緒方賢一（6 - 9）
- リード - 田中亮一（7）
- ラグー - 市川治（9）
- ラルゴ - 瀬能礼子（10）
- ウーリー - 曽我部和行（10）
- コルター - 池水通洋（10）
- チップ - 八代駿（11,12）
- ガッシュ - 加藤修（13）
- ウラー - 千々松幸子（13,14）
- ポップ - 八代駿（14）
- ガリバー - 辻村真人（14）
- ハイポ - 瀬能礼子（14）
- ビン - 加藤修[注釈 13]（15）
- モンタ - つかせのりこ（17）
- モンタの父 - 作間功（17）
- ダルタ - 五木繁則（19,20）
- マーリ - 坪井章子（19 - 21）
- ゾーン - 市川治（21）
- 隊長 - 柴田秀勝（23）
- ユーコム - 納谷悟朗（24 - 26）
- ペペの母 - 瀬能礼子（25）

### スーツアクター
レギュラー
- サボ副官 - 団巌
- ルザー政府長官 - 高嶋洋
- ぺぺ - 滝田一恵[注釈 14]
- ゴビー長官 - 石川敏
- 猿 - 劇団あすなろ

ゲスト
- 看守（ヒヒンガ） - 橋本春彦（1,2）
- 主婦猿 - 岩瀬ゆう子（2,3）
- パラドおばさん - 六角なお（2,3）
- 中央戦闘隊長 - 有川博光（3）
- サバト - 田中寛（3,24）
- 車掌 - 有川博光（4,5）
- ガーバ - 有川博光（5,16,17,24）
- ソルジー - 斉藤和典（5）
- バブーン - 田中寛（5）
- ガム - 石川敏（6）
- ロム - 剣秀也（6）
- ゲラン - 剣秀也（6 - 9）
- リード - 石川敏（7）[注釈 15]
- ラグー - 田中寛（8,9）
- ラルゴ - 斉藤和典（10）
- ウーリー - 剣秀也（10）
- コルター - 石川敏（10）
- チップ - 田中寛（11,12）
- ガッシュ - 有川兼光（13）
- ウラー - 岩瀬ゆう子（13,14）
- ポップ - 広瀬誠（14）
- ガリバー - 剣秀也（14）
- ハイホ - 六角なお（14）
- ビン - 石川敏（15）
- モンタ - 鹿股裕司（17）
- モンタの父 - 石川敏（17）
- ダルタ - 碩秀喜（19,20）
- マーリ - 中村千恵子（19 - 21）
- ゾーン - 有川兼光（21）
- ペペの母 - 六角なお（25）

## 放送リスト
| 放送日 | 話数           | サブタイトル                       | 脚本              | 監督       |
| ------ | -------------- | ---------------------------------- | ----------------- | ---------- |
| 1      | 1974年 10月6日 | 飛び込んだ謎の世界                 | 阿部桂一          | 深沢清澄   |
| 2      | 10月13日       | 魔境へ！脱出                       | 阿部桂一          | 深沢清澄   |
| 3      | 10月20日       | 魔の山が鳴く！                     | 若槻文三          | 深沢清澄   |
| 4      | 10月27日       | ペペと次郎の友情                   | 阿部桂一          | 奥中惇夫   |
| 5      | 11月3日        | 激突！ゴード対ゲバー               | 若槻文三          | 奥中惇夫   |
| 6      | 11月10日       | 人間の味方現わる？                 | 阿部桂一          | 奥中惇夫   |
| 7      | 11月17日       | 猿の歌は愛の歌                     | 若槻文三          | 深沢清澄   |
| 8      | 11月24日       | 人間が残した秘密                   | 田口成光          | 香月俊一郎 |
| 9      | 12月1日        | かわいい人間よ お嫁になって        | 阿部桂一          | 香月俊一郎 |
| 10     | 12月8日        | お母さん猿の涙                     | 若槻文三          | 奥中惇夫   |
| 11     | 12月15日       | 人間が造った留守番ロボット         | 田口成光          | 奥中惇夫   |
| 12     | 12月22日       | 喜びのめぐり会いと空飛ぶ円盤       | 阿部桂一          | 深沢清澄   |
| 13     | 12月29日       | チンパンジー族に勝った!!           | 若槻文三          | 深沢清澄   |
| 14     | 1975年 1月5日  | 猿の国もお正月？                   | 田口成光          | 土屋統吾郎 |
| 15     | 1月12日        | 人間が埋めたタイム・カプセル発見!! | 阿部桂一          | 土屋統吾郎 |
| 16     | 1月19日        | タイム・カプセルから子供の声が!!   | 若槻文三          | 深沢清澄   |
| 17     | 1月26日        | 悪の軍団から親子猿を救え！         | 田口成光          | 深沢清澄   |
| 18     | 2月2日         | なぜ人間が少なくなったか？         | 阿部桂一          | 土屋統吾郎 |
| 19     | 2月9日         | 猿に味方する奴は誰？               | 阿部桂一          | 土屋統吾郎 |
| 20     | 2月16日        | 謎の無線機が呼んでいる!!           | 田口成光 深沢清澄 | 深沢清澄   |
| 21     | 2月23日        | 愛する猿への伝言                   | 阿部桂一          | 深沢清澄   |
| 22     | 3月2日         | ゴリラ対チンパンジーの争い         | 若槻文三          | 土屋統吾郎 |
| 23     | 3月9日         | 円盤は敵か？味方か？               | 田口成光          | 深沢清澄   |
| 24     | 3月16日        | 勝利の日は近い!!                   | 若槻文三          | 深沢清澄   |
| 25     | 3月23日        | コンピューターは人間より偉いか？   | 阿部桂一          | 深沢清澄   |
| 26     | 3月30日        | 喜びの帰還                         | 阿部桂一          | 深沢清澄   |

## 放送局
山形放送以外、日曜 19:30 - 20:00に放送。
参照：『円谷プロ特撮大鑑』監修：円谷プロダクション、朝日ソノラマ、1988年10月5日、285頁。ISBN 4-257-03252-9。
- TBSテレビ（制作局）
- 北海道放送
- 青森テレビ[26]
- 岩手放送[27]
- 山形放送：木曜 18:00 - 18:30（本放送終了後に放送）[28]
- 東北放送[27]
- 福島テレビ[29]
- 新潟放送[29]
- テレビ山梨[26]
- 静岡放送[26]
- 中部日本放送[30]
- 北陸放送
- 朝日放送[31]
- 山陽放送
- 中国放送
- 山陰放送
- テレビ山口
- テレビ高知
- RKB毎日放送[32]
- 長崎放送
- 大分放送
- 宮崎放送
- 南日本放送
- 琉球放送

## 雑誌連載
小学館の学習雑誌に連載
- 小学三年生 1974年12月号 - 1975年3月号 江波じょうじ
- 小学四年生 1974年11月号 - 1974年12月号 上山ひろ志、1975年1月号 - 1975年3月号 小室孝太郎
- 小学五年生 1974年11月号 - 1975年3月号 今道英治、1975年4月号 - 1975年5月号 小室孝太郎

## サウンドトラックCD
『SFドラマ 猿の軍団 ミュージックファイル』(2006年6月9日発売 品番：CDSOL-1139)
ウルトラ・ヴァイヴ×ミュージックファイルシリーズとして発売された。

## 映像ソフト化
- 1997年6月21日に全話収録のLD-BOXがビクターエンタテインメントより発売された[33]。
- 2004年12月24日に本作品のDVD-BOXが発売。（販売元：アートポート）
  - 2014年8月8日には販売元が東映ビデオに変わった新装版DVD-BOXが発売。

## 備考
- 原作者らは本作品への思い入れが強く、小松左京は後年もSF作家の集まりで本作品の話題をよく出していたという[14]。また豊田有恒も『ヤマト』より本作品の方が愛着があると述べている[14]。
- 畠山麦の事故以外にもスタッフが負傷する事態が多く、主演の潮哲也は霊媒師にお祓いを受けたという[34]。
- 当時14歳であったユリカ役の斉藤浩子は、本作品の撮影のため中学校の修学旅行に参加できなかった[35]。
- ペペ役の滝田一恵は車に酔う体質で、ロケバスに乗る際は催眠術が特技であったサボ役の団巌が催眠術で眠らせていた[34]。
- 当時俳優養成所入所料の詐欺事件があり、これを不憫に思った監督の深沢清澄の呼びかけにより、その事件の被害者らが猿役として多く参加している[36]。